# Ivan Zlobin
Ivan Sergeevič Zlobin (in russo Иван Сергеевич Злобин?; Tjumen', 7 marzo 1997) è un calciatore russo, portiere del Famalicão.

## Statistiche

### Presenze e reti nei club
Statistiche aggiornate al 16 maggio 2025.
| Stagione         | Squadra          | Campionato       | Campionato | Campionato | Coppe nazionali | Coppe nazionali | Coppe nazionali | Coppe continentali | Coppe continentali | Coppe continentali | Altre coppe | Altre coppe | Altre coppe | Totale | Totale |
| Stagione         | Squadra          | Comp             | Pres       | Reti       | Comp            | Pres            | Reti            | Comp               | Pres               | Reti               | Comp        | Pres        | Reti        | Pres   | Reti   |
| ---------------- | ---------------- | ---------------- | ---------- | ---------- | --------------- | --------------- | --------------- | ------------------ | ------------------ | ------------------ | ----------- | ----------- | ----------- | ------ | ------ |
| 2016-2017        | Benfica B        | LdH              | 8          | -12        | -               | -               | -               | -                  | -                  | -                  | -           | -           | -           | 8      | -12    |
| 2017-2018        | Benfica B        | LdH              | 35         | -53        | -               | -               | -               | -                  | -                  | -                  | -           | -           | -           | 35     | -53    |
| 2018-2019        | Benfica B        | LdH              | 22         | -21        | -               | -               | -               | -                  | -                  | -                  | -           | -           | -           | 22     | -21    |
| 2019-2020        | Benfica B        | LdH              | 1          | -1         | -               | -               | -               | -                  | -                  | -                  | -           | -           | -           | 1      | -1     |
| Totale Benfica B | Totale Benfica B | Totale Benfica B | 66         | -87        |                 | -               | -               |                    | -                  | -                  |             | -           | -           | 66     | -87    |
| 2019-2020        | Benfica          | PL               | 0          | -0         | CP+CdL          | 4+3             | -4 + -3         | UCL+UEL            | 0                  | -0                 | SP          | 0           | -0          | 7      | -7     |
| 2020-2021        | Famalicão        | PL               | 5          | -12        | CP+CdL          | 0               | -0              | -                  | -                  | -                  | -           | -           | -           | 5      | -12    |
| 2021-2022        | Famalicão        | PL               | 1          | -2         | CP+CdL          | 0               | -0              | -                  | -                  | -                  | -           | -           | -           | 1      | -2     |
| 2022-2023        | Famalicão        | PL               | 1          | -2         | CP+CdL          | 0+1             | -0              | -                  | -                  | -                  | -           | -           | -           | 2      | -2     |
| 2023-2024        | Famalicão        | PL               | 1          | -2         | CP+CdL          | 1+0             | -0              | -                  | -                  | -                  | -           | -           | -           | 2      | -2     |
| 2024-2025        | Famalicão        | PL               | 15         | -18        | CP+CdL          | 0               | -0              | -                  | -                  | -                  | -           | -           | -           | 15     | -18    |
| Totale Famalicão | Totale Famalicão | Totale Famalicão | 23         | -36        |                 | 2               | -0              |                    | -                  | -                  |             | -           | -           | 25     | -36    |
| Totale carriera  | Totale carriera  | Totale carriera  | 89         | -123       |                 | 9               | -7              |                    | 0                  | -0                 |             | 0           | -0          | 98     | -130   |

## Palmarès

### Club

#### Competizioni nazionali
- Campionato portoghese: 1

Benfica: 2018-2019
- Supercoppa di Portogallo: 1

Benfica: 2019